# Priya Balachandran
Priya Balachandran es una productora de televisión y escritora. Nacida en Barbados y criada en Inglaterra se trasladó a Los Ángeles para seguir trabajando en programas de éxito de televisión American Idol, MTV's Next, y Style Network's Style Her Famous. En el año 2004 se le diagnosticó con una enfermedad incurable, la hipertensión pulmonar primaria, y esto la llevó a su dedicación en la escritura de no ficción. Su pieza debut fue My Miracle Kal.